# Liste von Burgen und Festungen auf Zypern
Die Liste von Burgen und Festungen auf Zypern führt eine Auswahl von Burgen und Festungen auf der Mittelmeerinsel Zypern auf.

## Überblick
Als drittgrößte Insel des Mittelmeeres nahm und nimmt Zypern eine wichtige strategische Bedeutung im östlichen Mittelmeer ein. Aus diesem Grund war die Insel im Laufe der Geschichte im Interesse von verschiedenen Akteuren, die Spuren in Form von Verteidigungsanlagen hinterließen. Die Machthaber auf der Insel waren in zeitlicher Abfolge:
- Byzantinisches Reich (395–1191)
- Haus Lusignan mit dem Königreich Zypern (1192–1489)
- Republik Venedig (1489–1571)
- Osmanisches Reich (1571–1878)
- Vereinigtes Königreich (1878–1960)

Die meisten Burgen und Festungen sind in der Zeit der Lusignans und Venezianer entstanden, um die Insel vor Angriffen zu schützen. Einige Städte wurden außerdem durch Stadtmauern geschützt. Daneben gibt es eine Handvoll einzeln stehender Wachtürme. Diese waren mit Wachposten besetzt und hatten den Zweck, Angreifer schon aus großer Entfernung zu bemerken.

## Liste
| Name                                                                | Lage                                                                                        | Erbaut                | Erbauer                       | Erhaltungszustand    | Beschreibung | Koordinaten              | Bild |
| ------------------------------------------------------------------- | ------------------------------------------------------------------------------------------- | --------------------- | ----------------------------- | -------------------- | --- | ------------------------ | --- |
| Burg Akaki                                                          | Akaki, Bezirk Nikosia, Zypern                                                               | 14. Jahrhundert       | Lusignans                     | vollständig zerstört | | 35,13071° N, 33,1298° O  | Bild gesucht Die Wikipedia wünscht sich an dieser Stelle ein Bild vom Ort mit diesen Koordinaten 35.1307077 33.1298049 . Weitere Infos zum Motiv findest du vielleicht auf der Diskussionsseite . Falls du dabei helfen möchtest, erklärt die Anleitung , wie das geht. BW |
| Turm von Alaminos (Turm von Koulas)                                 | Alaminos, Bezirk Larnaka, Zypern                                                            | 14. Jahrhundert       |                               | erhalten, renoviert  | Wachturm, der im Verbund mit anderen Türmen zum Schutz der Umgebung diente. Quadratischer Grundriss und circa 8 m hoch. Kann heute besichtigt werden. | 34,80679° N, 33,4368° O  | |
| Burg Buffavento                                                     | Distrikt Girne, Türkische Republik Nordzypern                                               | 10. – 11. Jahrhundert | Byzantiner                    | Ruine                | Auf einem Berggipfel im Pentadaktylos-Gebirge. Wurde zur Signalweitergabe zwischen den Burgen Kantara und St. Hilarion genutzt. | 35,2875° N, 33,40944° O  | |
| Château de Covocle                                                  | Kouklia, Bezirk Paphos, Zypern                                                              | 13. Jahrhundert       | Lusignans                     | erhalten, renoviert  | Verwaltungssitz eines königlichen Beamten, war bis in osmanische Zeit Sitz eines Verwalters. Die Anlage hatte weniger den Zweck der Verteidigung, sondern wurde als Gutshaus genutzt. | 34,70591° N, 32,57314° O | |
| Burg Gastria                                                        | Gastria, Distrikt İskele, Türkische Republik Nordzypern                                     | vor 1210              |                               | vollständig zerstört | Wann die Burg erbaut wurde, ist unbekannt. Im 13. Jahrhundert gehörte sie zum Besitz der Templer, wurde 1279 aber wie alle Templerbauten von König Hugo III. zerstört. 1310 war der entmachtete Heinrich II. auf der Burg gefangen, danach gibt es keine weiteren Nennungen mehr. Eine endgültige Zerstörung könnte 1426 durch Mamelucken geschehen sein.                       | 35,324° N, 33,9796° O    | Bild gesucht Die Wikipedia wünscht sich an dieser Stelle ein Bild vom Ort mit diesen Koordinaten 35.324 33.9796 . Weitere Infos zum Motiv findest du vielleicht auf der Diskussionsseite . Falls du dabei helfen möchtest, erklärt die Anleitung , wie das geht. BW        |
| Burg Kantara                                                        | Distrikt İskele, Türkische Republik Nordzypern                                              | 10. Jahrhundert       | Byzantiner                    | Ruine                | Auf einem Berggipfel im Pentadaktylos-Gebirge. Ursprünglich Beobachtungsposten aus byzantinischer Zeit, wurde im 12. Jahrhundert zur Burg umgebaut. | 35,4064° N, 33,9233° O   | |
| Kolossi                                                             | Kolossi, Bezirk Limassol, Zypern                                                            | 1210                  | Lusignans                     | erhalten, renoviert  | 1210 von fränkischen Truppen erbaut, ging später in Besitz der Johanniter und Templer. Wurde neben der strategischen Bedeutung besonders als Lager von Zucker genutzt. | 34,66527° N, 32,93396° O | |
| Festung Kyrenia (Girne Kalesi)                                      | Kyrenia, Distrikt Girne, Türkische Republik Nordzypern                                      | 10. Jahrhundert       | Byzantiner                    | erhalten, renoviert  | Die ältesten Anlagen stammen aus dem 7. Jahrhundert, im 10. Jahrhundert von den Byzantinern und im 12. Jahrhundert von den Kreuzfahrern erweitert. 1373 von den Genuesen zerstört und in venezianischer Zeit neu aufgebaut. Heute als Museum genutzt. | 35,34161° N, 33,32235° O | |
| La Cava                                                             | Aglandzia, Bezirk Nikosia, Zypern                                                           | 1385                  | Lusignans                     | Ruine                | Wurde wahrscheinlich wie die Burg Sigouri unter Jakob I. erbaut, nachdem Famagusta von der Republik Genua besetzt wurde. Möglicherweise war die Burg mehr ein ländlicher Rückzugsort als von militärischer Natur. | 35,1353° N, 33,41044° O  | Bild gesucht Die Wikipedia wünscht sich an dieser Stelle ein Bild vom Ort mit diesen Koordinaten 35.135297 33.410441 . Weitere Infos zum Motiv findest du vielleicht auf der Diskussionsseite . Falls du dabei helfen möchtest, erklärt die Anleitung , wie das geht. BW   |
| Burg Larnaka                                                        | Larnaka, Bezirk Larnaka, Zypern                                                             | 12. Jahrhundert       | Byzantiner                    | erhalten, renoviert  | Die Anlage geht auf eine kleine byzantinische Festung zurück. Nachdem Famagusta von den Genuesen besetzt wurde, wurde die Anlage in fränkischer Zeit ausgebaut. Heute als Museum genutzt. | 34,91052° N, 33,63769° O | |
| Burg Limassol                                                       | Limassol, Bezirk Limassol, Zypern                                                           | 1193                  | Lusignans                     | erhalten, renoviert  | Die erste Festungsanlage wurde unter Guido von Lusignan errichtet. Sie wurde 1567/1568 von den Venezianern zerstört, um eine Eroberung durch osmanische Truppen zu verhindern. Die Ruinen wurden in eine osmanische Festung integriert, die 1590 vollendet wurde. Aus dieser Zeit stammt auch das heutige Erscheinungsbild. Heute als Museum genutzt.                           | 34,6722° N, 33,0415° O   | |
| Stadtmauern von Nikosia                                             | Nikosia/Nord-Nikosia, Bezirk Nikosia/Distrikt Lefkoşa Zypern/ Türkische Republik Nordzypern | 1567 – 1570           | Venezianer                    | erhalten, renoviert  | Wurde von den Venezianer errichtet um die Stadt vor einem erwarteten Angriff des osmanischen Reiches zu schützen. Die Mauern ersetzen eine Stadtbefestigung aus mittelalterlicher Zeit. | 35,17106° N, 33,37006° O | |
| Burg Othello                                                        | Famagusta, Distrikt Gazimağusa, Türkische Republik Nordzypern                               | 14. Jahrhundert       | Lusignans                     | erhalten, renoviert  | Wurde zum Schutz des Hafens von Famagusta errichtet. In venezianischer Zeit umgebaut. Wird heute als Kulturzentrum genutzt. | 35,12769° N, 33,94325° O | |
| Kastell Paphos (Kato Pahos)                                         | Paphos, Bezirk Paphos, Zypern                                                               | 13. Jahrhundert       | Lusignans                     | erhalten, renoviert  | Wurde zum Schutz des Hafens von Paphos errichtet. 1570 von osmanischen Truppen beschädigt und unter osmanischer Herrschaft wieder aufgebaut. Die Anlage war bis 1878, dem Ende der osmanischen Zeit auf Zypern, bemannt. Wird heute als Kulturzentrum genutzt. | 34,75367° N, 32,40691° O | |
| Turm von Pyla                                                       | Pyla, Bezirk Larnaka, Zypern                                                                | 16. Jahrhundert       | Venezianer                    | erhalten, renoviert  | Wurde in venezianischer Zeit errichtet und als Wachturm genutzt. | 35,009° N, 33,69° O      | |
| Turm von Rigena (Turm Regina, Turm von Kiti oder Turm von Pervolia) | Kiti, Bezirk Larnaka, Zypern                                                                | 16. Jahrhundert       | Venezianer                    | erhalten, renoviert  | Wurde in venezianischer Zeit errichtet und als Wachturm genutzt. | 34,83608° N, 33,58892° O | |
| Saranda Kolones                                                     | Paphos, Bezirk Paphos, Zypern                                                               | 7. Jahrhundert        | Oströmisches Reich/Byzantiner | Ruine                | Möglicherweise in der Zeit des Herakleios entstanden. Im Jahr 1222 durch ein Erdbeben zerstört, danach entstand das in der Nähe gelegene Kastell Paphos. | 34,75759° N, 32,40969° O | |
| Burg Sigouri                                                        | Distrikt Gazimağusa, Türkische Republik Nordzypern                                          | 1391                  | Lusignans                     | vollständig zerstört | Wurde unter Jakob I. 1391 zum Schutz vor Überfällen errichtet, nachdem Genua Famagusta und Ostzypern erobert hatte. Nachdem Famagusta 1464 zurückerobert wurde, hatte die Burg nur noch geringen strategischen Wert. Im 16. Jahrhundert wurde die militärisch veraltete Anlage von den Venezianern geschleift, da sie einem Angriff der Osmanen nicht hätte standhalten können. | 35,1417° N, 33,7466° O   | Bild gesucht Die Wikipedia wünscht sich an dieser Stelle ein Bild vom Ort mit diesen Koordinaten 35.1417 33.7466 . Weitere Infos zum Motiv findest du vielleicht auf der Diskussionsseite . Falls du dabei helfen möchtest, erklärt die Anleitung , wie das geht. BW       |
| St. Hilarion                                                        | Distrikt Girne, Türkische Republik Nordzypern                                               | 10. – 11. Jahrhundert | Byzantiner                    | Ruine                | Liegt auf einem Berggipfel im Pentadaktylos-Gebirge. Wurde im 16. Jahrhundert von den Venezianern geschleift. | 35,31214° N, 33,28108° O | |
| Turm von Xylofagou                                                  | Xylofagou, Bezirk Larnaka, Zypern                                                           | 16. Jahrhundert       | Venezianer                    | erhalten, renoviert  | Wurde in venezianischer Zeit errichtet und als Wachturm genutzt. | 34,95033° N, 33,8559° O  | Bild gesucht Die Wikipedia wünscht sich an dieser Stelle ein Bild vom Ort mit diesen Koordinaten 34.950326 33.855896 . Weitere Infos zum Motiv findest du vielleicht auf der Diskussionsseite . Falls du dabei helfen möchtest, erklärt die Anleitung , wie das geht. BW   |